# Badminton World Cup 1980
Der Badminton World Cup 1980 wurde im Januar 1980 in Kyōto ausgetragen. Es war die zweite Auflage des Weltcups im Badminton. Es wurden nur vier Disziplinen ausgetragen, die Mixedkonkurrenz fand nicht statt.

## Sieger und Platzierte
| Disziplin    | Gold                           | Silber                         | Bronze                        |
| ------------ | ------------------------------ | ------------------------------ | ----------------------------- |
| Herreneinzel | Liem Swie King                 | Masao Tsuchida                 | Prakash Padukone              |
| Herreneinzel | Liem Swie King                 | Masao Tsuchida                 | Flemming Delfs                |
| Dameneinzel  | Lene Køppen                    | Hiroe Yuki                     | Yoshiko Yonekura              |
| Dameneinzel  | Lene Køppen                    | Hiroe Yuki                     | Kirsten Larsen                |
| Herrendoppel | Ade Chandra Christian Hadinata | Flemming Delfs Steen Skovgaard | Mikio Ozaki Nobutaka Ikeda    |
| Herrendoppel | Ade Chandra Christian Hadinata | Flemming Delfs Steen Skovgaard | Yoshitaka Iino Masao Tsuchida |
| Damendoppel  | Atsuko Tokuda Yoshiko Yonekura | Verawaty Wiharjo Imelda Wiguna | Saori Kondo Mikiko Takada     |
| Damendoppel  | Atsuko Tokuda Yoshiko Yonekura | Verawaty Wiharjo Imelda Wiguna | Jane Webster Nora Perry       |

## Finalergebnisse
| Disziplin    | Sieger                         | Finalist                       | Ergebnis     |
| ------------ | ------------------------------ | ------------------------------ | ------------ |
| Herreneinzel | Liem Swie King                 | Masao Tsuchida                 | 15–6, 15–10  |
| Dameneinzel  | Lene Køppen                    | Hiroe Yuki                     | 11–4, 12–10  |
| Herrendoppel | Ade Chandra Christian Hadinata | Flemming Delfs Steen Skovgaard | 15–6, 15–3   |
| Damendoppel  | Atsuko Tokuda Yoshiko Yonekura | Verawaty Fajrin Imelda Wiguna  | 15–12, 17–14 |

## Halbfinalergebnisse
| Disziplin    | Sieger                         | Halbfinalist                  | Ergebnis          |
| ------------ | ------------------------------ | ----------------------------- | ----------------- |
| Herreneinzel | Liem Swie King                 | Prakash Padukone              | 15–12, 15–6       |
| Herreneinzel | Masao Tsuchida                 | Flemming Delfs                | 15–10, 15–13      |
| Dameneinzel  | Lene Køppen                    | Yoshiko Yonekura              | 11–8, 11–5        |
| Dameneinzel  | Hiroe Yuki                     | Kirsten Larsen                | 11–7, 11–5        |
| Herrendoppel | Ade Chandra Christian Hadinata | Mikio Ozaki Nobutaka Ikeda    | 15–10, 15–7       |
| Herrendoppel | Flemming Delfs Steen Skovgaard | Yoshitaka Iino Masao Tsuchida | 15–10, 15–10      |
| Damendoppel  | Verawaty Fajrin Imelda Wiguna  | Saori Kondo Mikiko Takada     | 15–9, 11–15, 15–3 |
| Damendoppel  | Atsuko Tokuda Yoshiko Yonekura | Nora Perry Jane Webster       | 15–4, 16–17, 15–5 |